# Alexandre Chabot

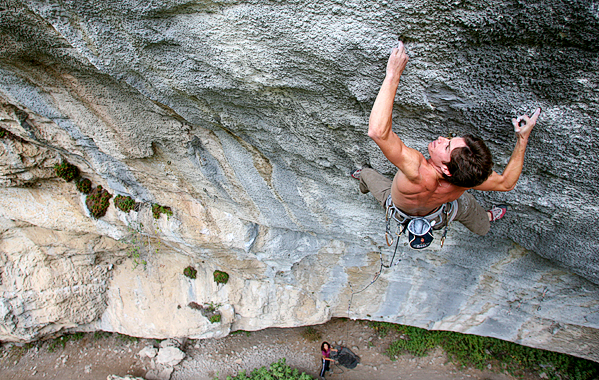
Alexandre Chabot in der Route „PuntX“ 9a in den Gorges du Loup

Alexandre Chabot (* 27. Dezember 1981) ist französischer Kletterer.
Alexandre Chabot ist einer der erfolgreichsten Wettkampfkletterer. Er begann nach eigenen Angaben 1994 mit dem Klettern. Zwischen 2000 und 2005 gelangen ihm 21 Weltcupsiege und dreimal der Gewinn des Gesamtweltcups. Er wurde außerdem zweimal Europameister (2000 und 2002), dreimal Rockmaster (2002, 2003 und 2004) und siebenmal französischer Meister (1999, 2001 bis 2005 und 2006). Bei den Weltmeisterschaften 2005 in München wurde er Dritter. Am natürlichen Fels gelangen ihm Erstbegehungen und Wiederholungen von Routen bis zum französischen Schwierigkeitsgrad „9a“. 2003 konnte er als weltweit erster Kletterer eine Route im Grad 8c (Le Cadre in Céüse) im Flash begehen.